# 手卷
手卷又稱長卷，是指一種源自東亞，常用於書法或繪畫的卷物，具有較長而窄的水平捲軸格式，在中國繪畫史上佔有極其重要的地位。
手卷通常長度可達數公尺，高度約為25-40厘米。手捲一般從右端開始閱讀或觀賞。這種捲軸的目的是平鋪在桌上分段閱讀或觀賞。 由於其裱件較長的特點，無法像掛軸那樣懸掛於牆壁之上。因此手卷主要是在文人雅士聚會時於桌案上展賞之用。

## 歷史
根據臺北市國立故宮博物院的說法，手捲的格式起源於古代中國的文本文件。自春秋時期（公元前770年-公元前481年）到漢朝（公元前206年-公元220年）期間，人們將竹木片綁在一起用於書寫文字。到了東漢時期（公元25年-公元220年），手捲格式中使用紙和絲綢的情況變得更為普遍。這些材料按照這種傳統格式被裝裱成手卷，直到唐朝（618年-907年），手卷一直都是文本的主要格式。
自三國時期（220年-280年）開始，手捲成為中國藝術的標準格式。並隨著時間的推移出現新的樣式而被取代。在幾個世紀後，手捲通過佛教的傳播傳入日本。現存最早的日本手捲創作於8世紀，內容涉及佛陀的生平。日本的水平畫卷被稱為「繪卷物」。

## 佈局
手捲的格式是由天頭、副隔水、隔水、引首、隔水、畫心、隔水、托尾所組成，通常有一層保護性和裝飾性的絲綢背襯（包首），上面通常帶有一個小的題籤。其高度一般約為30厘米左右，也有50厘米或60厘米高的大裝手捲。由於手捲畫的寬度大於高度，構圖通常由右向左逐漸展開。現在為方便展示，人們常將一整段或整幅畫一次性展開。然而，過去觀看手捲的正確方式是用左手展開，同時用右手滾動，這種連續的觀賞方式與一口氣觀看掛軸或畫冊頁的方式不同。藉由利用水平滾動的獨特特點來調整主題，例如將不同時間的事件包含在同一構圖中，以獲得戲劇效果。
在中國藝術中，手捲通常包括一個位於右側的引首，中間是藝術作品本身（畫心），以及用於各種題跋的拖尾。滾軸開頭，即引首所在的位置被稱為天頭。隔水有時用於分隔不同的部分。大多數手捲只有一幅畫，但可以將幾幅短幅相繼裝裱在一起。畫面左側一段段的版紙澤能夠為鑑賞家和收藏家提供表達欣賞或記錄其他資訊的空間。
捲軸的開頭是一根天桿，用於為裝裱支，帶子和一個別子附在桿上用於固定捲起來的手卷。書畫以橫式手捲形式裝裱時，可使用粘在左端的木輥形成一個軸，令捲軸可以圍繞它滾動。

## 外部連結
- Digital Scrolling Paintings Project （页面存档备份，存于）
- MoreInfo: Formats (Mounting). National Palace Museum. (for a diagram of the components of a handscroll)